# Mimophyle
Mimophyle is een geslacht van vlinders van de familie spanners (Geometridae), uit de onderfamilie Ennominae.

## Soorten
- M. noctuata Warren, 1901
- M. parallela Warren, 1906
- M. sabulosa Prout, 1910